# James G. Birney

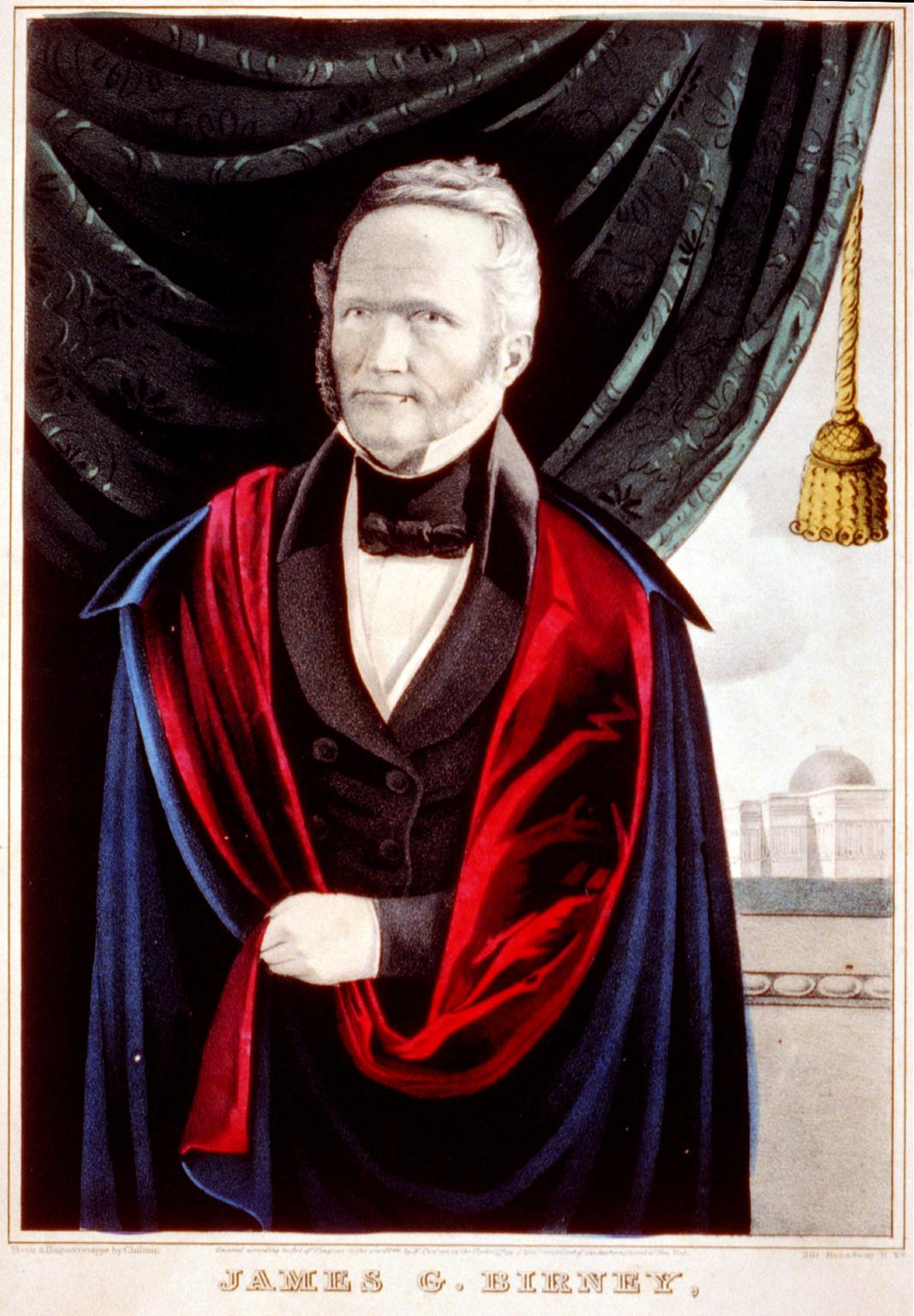
James G. Birney

James Gillespie Birney (* 4. Februar 1792 in Danville, Kentucky; † 25. November 1857 in Perth Amboy, Middlesex County, New Jersey) war ein US-amerikanischer Abolitionist, Politiker und Jurist.

## Jugend

Mercer County, Kentucky

James Gillespie Birney war der Sohn eines wohlhabenden, irischen, episkopalen Sklavenhalters mit demselben Namen. Er wurde in Danville, Kentucky geboren. Seine Mutter verlor er in seiner Jugend. Er und seine Schwester wuchsen bei ihrer Tante auf, die auf die Bitte ihres Vaters aus Schottland herüberkam, um auf die beiden aufzupassen. 1795 war die zweite Schwester seines Vaters mit ihrer Familie von Irland aus eingewandert und siedelten auf Farmen in der Nähe seines Hauses. Die meisten aus der Verwandtschaft seiner Mutter waren ebenfalls eingewandert und siedelten im anderen Gebieten des Mercer County, Kentucky. Während er heranwuchs sah er den Streitpunkt der Sklaverei aus einer Vielzahl von Perspektiven. Obwohl sein Vater dafür kämpfte, das ihr Staat der Union nicht als ein Sklavenstaat beitrat, scheiterte er bei dem Versuch und erklärte, dass solange die Sklaverei nicht als Ganzes durch die Legislative abgeschafft würde, eine Person Sklaven besitzen könnte, solange er sie menschenwürdig behandle. Andere Mitglieder von Birneys Familie fühlten sich persönlich und moralisch verantwortlich, so dass sie eigene Sklaven ablehnten. Vor allem die Tante, bei der sie aufwuchsen, besaß keine eigenen Sklaven und bezahlte diese, wenn sie für sie arbeiteten. Birney selbst stimmte mit seinem Vater überein und erhielt seinen ersten Sklaven im Alter von sechs Jahren. Allerdings stand er den größten Teil seiner Jugend und Erziehung unter dem Einfluss von Lehrern und Freunden mit starken Anti-Sklaverei-Ansichten. Zum Beispiel besuchte er in seiner Jugend einige Predigten von David Barrow, eines Baptisten und Abolitionisten, an welche er sich später gerne erinnerte.

## Schulbildung
Als Birney elf Jahre alt wurde, schickte man ihn auf die Transylvania University in Lexington (Kentucky), wo er zwei Jahre verblieb. Bei seiner Rückkehr ging er auf eine Schule, die gerade in Dansville eröffnet hatte und von einem Presbyterianer betrieben wurde. Er kam dort sehr gut in seinem Studium voran, was sich hauptsächlich mit Naturwissenschaften beschäftigte. Ab 1808 besuchte er im Alter von 17 Jahren das College of New Jersey, das später die Princeton University wurde. Er studierte dort Politische Philosophie, Logik und Ethik. Ferner wurde er als ein bewanderter Debattierer bekannt. Unter seinen Klassenkameraden war er insbesondere gut mit George M. Dallas befreundet. Er studierte unter dem Dekan, Samuel Stanhope Smith, der sowohl ein Logiker als auch ein Urheber von schwachen Anti-Sklaverei-Ansichten war. Dieser glaubte, dass die Sklaverei moralisch falsch war, jedoch hielt die Eigentumsrechte der Bürger aufrecht. Birney graduierte am 26. September 1810 in Princeton.
Als er nach Danville zurückkehrte, arbeitete er einen Monat lang im Wahlkampf von Henry Clay. Anschließend begann er Jura in der Anwaltspraxis von Alexander J. Dallas, dem Vater seines Princetonfreundes und Klassenkameraden, in Philadelphia zu studieren. Er verfügte über gute finanzielle Mittel, hatte eine Pferdekutsche als Transportmittel und war immer gutgekleidet. Ferner war er mit Mitgliedern der lokalen Quäkergemeinde befreundet. Er blieb mit Dallas die nächsten drei Jahre in Philadelphia, bis er seine Zulassungsprüfung bestanden hatte und in die Anwaltskammer aufgenommen wurde.

## Anwaltspraxis
Im Mai 1814 kehrte Birney in seine Heimatstadt zurück, eröffnete dort eine Anwaltspraxis und wurde stellvertretender Syndikus der ortsansässigen Bank. Er behandelte sowohl Zivil- wie auch Strafprozesse in Danville sowie anderen außerhalb liegenden Countys von Kentucky. Die Wirtschaft von Kentucky war zu der Zeit recht angeschlagen, da der Britisch-Amerikanische Krieg, auch „Krieg von 1812“ genannt, eine Spaltung innerhalb des Staates verursacht hatte. Bis sich die Lage normalisierte, lebte Birney vornehmlich als Schadensregulierer.
Den Fußstapfen seines Vaters folgend wurde Birney bei seiner Rückkehr nach Danville ein Freimaurer und ein Mitglied von Danvilles Stadtrat, was ihn zur sozialen Elite der Stadt aufsteigen ließ. Er verliebte sich in Agatha McDowell und heiratete sie am 1. Februar 1816 in einer presbyterianischen Kirche. Unter den Hochzeitsgeschenken des jungen Ehepaars waren Sklaven von seinem Vater und Schwiegervater. Da Birney noch nicht seine abolitionistischen Ansichten entwickelt hatte, akzeptierte er sie. Hier sollte erwähnt werden, dass er im späteren Leben bei vielen Gelegenheiten gesagt hatte, dass er sich nicht entsinnen könne jemals geglaubt zu haben, dass Sklaverei richtig war.

## Kentuckys Politik

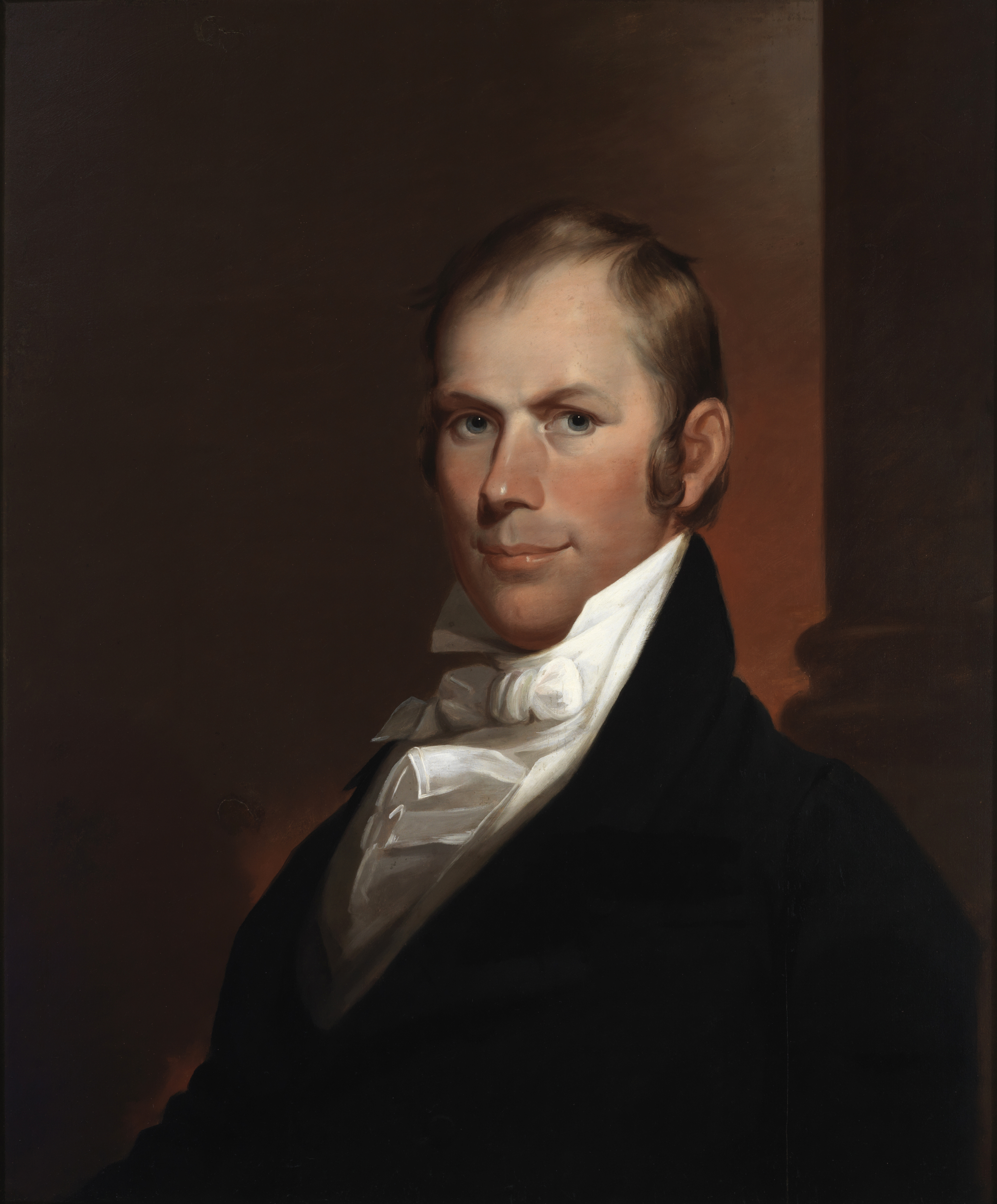
Henry Clay

1815 nahm er wieder an dem Wahlkampf von Henry Clay teil, der für den US-Kongress kandidierte und schließlich gewählt wurde. Birney führte auch den Wahlkampf für George Madison, der für den Gouverneursposten von Kentucky antrat und gewann. Allerdings verstarb Madison einige Monate später. Seine politischen Ansichten zu der Zeit stimmten mit denen der Demokratisch-Republikanischen Partei überein. 1816 gewann Birney einen Sitz in der Kentucky General Assembly, wo er Mercer County vertrat. Er wurde im Alter von 24 Jahren Mitglied des Repräsentantenhauses von Kentucky. 1817 entwarf der Senat von Kentucky eine Resolution, die eine Eröffnung eines Dialogs vorschlug zwischen dem neu im Amt befindlichen Gouverneur von Kentucky, Gabriel Slaughter, und den Gouverneuren von Ohio und Indiana mit dem Ziel in diesen Staaten Gesetze zu verabschieden, welche die Ergreifung und Rückführung von entlaufenen Sklaven aus Kentucky forderten.
Birney war standhaft gegen diese Resolution und wurde besiegt, allerdings wurde eine neue Resolution bald darauf entworfen und verabschiedet, was ebenfalls gegen Birneys Gegenwehr geschah. Als er wenig Zukunft für sich in Kentuckys Politik sah, entschloss sich Birney nach Alabama zu ziehen, wo er hoffte eine politische Laufbahn zu starten.

## Alabama

Madison County, Alabama

Im Februar 1818 zog er mit seiner Familie nach Madison County, Alabama, wo er eine Baumwollplantage und Sklaven kaufte, wobei die meisten von ihnen mit ihm aus Kentucky kamen. 1819 wurde er in das Repräsentantenhaus von Alabama gewählt, wo er den Madison County vertrat. Während dieser Zeit half er ein Gesetz zu entwerfen, dass Sklaven, die vor Gericht stehen, ein durch die Jury bezahlter Rechtsanwalt gewährt würde, außer im Falle des Masters und eines staatsanwaltschaftlichen Zeugen oder ihrer Verwandter, die Mitglieder der Jury sein. Dies, zusammen mit seinem Widerstand gegen die Nominierung von Andrew Jackson für das Amt des US-Präsidenten, behinderten lange seine politischen Ambitionen in Alabama. Er lehnte Jackson Nominierung vorrangig mit der Begründung ab, dass er übellaunig war und vorher persönlich zwei Männer hinrichtete.
1823, nachdem er viel Schwierigkeiten mit seiner Baumwollplantage erfahren hatte, zog Birney nach Huntsville (Alabama), wo er als Anwalt praktizierte. Seine finanziellen Schwierigkeiten rührten auch zum Teil aus seiner Gewohnheit für Pferdewetten, die er nach vielen Verlusten aufgab. Die meisten seiner Sklaven blieben auf der Plantage, wenngleich er seinen Diener Michael nach Huntsville mitbrachte, sowie dessen Ehefrau und drei Kinder.

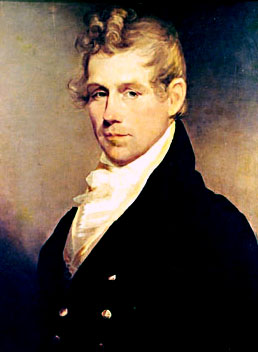
John McKinley

Zu dieser Zeit gab es eine Reihe anderer praktizierender Rechtsanwälte in dem Gebiet, einschließlich John McKinley. Dieser half ihm in die Anwaltskammer von Alabama zugelassen zu werden. McKinley machte zusammen mit einigen anderen prominenten Mitgliedern der Gesellschaft erfolgreich einen Wahlkampf für Birney, so dass er Generalstaatsanwalt (engl. Solicitor General) von Alabama wurde. Ende des Jahres entschloss er sich seine Plantage aufzugeben und verkaufte die dortigen Sklaven an einen Freund, der für sein gutes Temperament und liebe Behandlung der Sklaven bekannt war. Nach dem Verkauf der Plantage und der Sklaven erlangte er finanzielle Stabilität, kaufte ein günstiges Grundstück auf dem Land und baute ein großes Backsteinhaus in Huntsville. Es war darauf aus, wie bei seiner ersten Rückkehr vor Jahren nach Danville, dass er wieder ein Mitglied der sozialen Elite wurde. Außer seiner Aufgaben als Staatsanwalt erwies sich seine private Anwaltspraxis als sehr lukrativ.
1825 war er der reichste Rechtsanwalt im nördlichen Alabama und war Partner von Arthur F. Hopkins. Im nachfolgenden Jahr trat er als Generalstaatsanwalt zurück und verfolgte mit mehr Beharrlichkeit seine eigene Laufbahn. Im Laufe der nächsten Jahre arbeitete er, verteidigte oft Schwarze, wurde zum Kurator für eine Privatschule ernannt und trat der Presbyterianischen Kirche bei. 1828 wurde er ein Wahlmann auf dem Stimmzettel von John Quincy Adams und Richard Rush. Er unterstützte stark Adams für seinen Konservatismus und betrachtete die Politik von Andrew Jackson und John C. Calhoun als Bedrohung für die Union. Zu Birneys großer Enttäuschung gewann Jackson die Wahl. Allerdings fand er andere Wege seine Überzeugungen zu vertreten. 1829 wählten ihn seine Mitbürger zum Bürgermeister von Huntsville, Alabama. Dies erlaubte ihm nach seinem neu gefundenen Glauben zu verfahren, so dass er an Reformen für öffentliche Bildung und Mäßigkeit arbeitete.

### American Colonization Society
Birneys religiöser Eifer ermutigte ihn auch seine Ansichten bezüglich der Sklaverei neu zu bewerten. In zunehmendem Maße von der Politik von Jacksons Administration entfremdet, entdeckte er 1826 die American Colonization Society. 1829 war er durch Henry Clay Josiah Polk von der ACS vorgestellt worden und wurde ein früher Unterstützer der Society. Er war fasziniert von der Möglichkeit das Problem der freien Schwarzen zu lösen, indem man eine Kolonie von ihnen in Liberia, Afrika errichtet. Im Januar 1830 half er ein Ortsverband in Huntsville (Alabama) zu errichten und unterzeichnete die entsprechenden Papiere.
Er wurde für die University of Alabama auf eine kurze Reise an die Ostküste geschickt, um neue Professoren für das College zu suchen, was nach dem Erhalt einer großzügigen Stiftung für die Schule geschah. Von August bis Oktober 1830 besuchte er Philadelphia, New Brunswick, New York, New Haven, Boston, Ohio und Kentucky. Er kehrte zurück mit einer Anzahl an Empfehlungen und man dankte ihm für seinen Dienst. Während er in diesen Gebieten war, mit der Ausnahme von Kentucky, war er überaus ermutigt worden, durch die vorgefundenen freien Staat in der Union. Im gleichen Jahr hatte er sich mit Henry Clay so verkracht, dass er aufhörte, weitere Wahlkämpfe für die Demokratisch-Republikanische Partei zu führen. 1831 zog Birney einen Umzug nach Illinois in Betracht, da ihm die Idee beunruhigte, dass seine Kinder in einem Sklavenstaat aufwachsen.
Er erwähnte einen Umzug nach Illinois oftmals, aussagend, dass er seinen verbliebenen Sklaven Michael, seine Ehefrau und dessen drei Kinder dort freilassen würde. Allerdings passierte dies niemals. 1832 bot ihm die American Colonization Society eine Stellung als Vertreter an, der durch den Süden reisen würde, um für ihre Sache zu werben, und er nahm an. Er hatte einigen Erfolg, was die Organisation einer Abreise von Siedlern nach Liberia einschloss und schrieb Essays, wo er die Kolonisierung verteidigte. Jedoch scheiterte er damit sein Publikum von der Kolonisation zu überzeugen, so dass er begann an seiner Effektivität zu zweifeln und der Akzeptanz der Sklaverei. 1832 entschloss er sich nach Danville, Kentucky zurückzukehren.

## Stufenweise Emanzipation

### Danville
Ein Jahr vor seiner Rückkehr nach Danville schrieb Birney Briefe an Sklavenhalter in Kentucky, die vorher ihre Unterstützung der Emanzipation ausgedrückt hatten, und ihnen vorschlug einen Konvent bezüglich dieses Anliegens abzuhalten. Am 6. Dezember 1832 war die Versammlung abgehalten, wobei nur neun Sklavenbesitzer anwesend waren. Die meisten erklärten ihre gegenwärtigen Sklaven nicht freizulassen, jedoch einigten sie sich darauf, deren Nachkommen im Alter von 21 Jahren freizulassen. Diese kleine Gruppe bewirkte, Nicht-Sklavenhalter für die Idee der „stufenweisen“ Emanzipation zu werben.

## Abolitionist
1833 las er ein Dokument, das durch einige christliche Organisation unterzeichnet war, welche die Lehren der American Colonization Society ablehnten und stattdessen die sofortige Abschaffung der Sklaverei forderten. Dies zusammen mit seinen Lebenserfahrungen und Erziehung brachte Birney zu der Erkenntnis, dass die Sklaverei ein für alle Mal abgeschafft werden müsse. Inspiriert durch die Lane-Seminary-Debatten ließ er seine restlichen Sklaven frei und erklärte sich 1834 selbst zum Abolitionisten.

### Cincinnati
Im August 1835 besuchte Birney Cincinnati, wo er Verträge mit Freunden und Mitgliedern der abolitionistischen Bewegung abschloss. Er publizierte eine Anti-Sklaverei-Zeitung, um mehr Unterstützung zu gewinnen. Zu dieser Zeit gab es vier Zeitungen in der Stadt und alle außer der Cincinnati Daily Gazette veröffentlichten am nächsten Tag kritische Leitartikel diesbezüglich, welche die Fehler des Abolitionismus im Allgemeinen angriffen. Eine Zeitung, The Daily Post, nicht zu verwechseln mit der Cincinnati Post, forderte sogar diejenigen zu lynchen, welche die Anti-Sklaverei-Literatur in ihrer Stadt veranlassten zu verfassen.
Die Gazette, welche im Besitz des Herausgebers Charles Hammond war, kam einer Art Bündnispartners von Birney und seiner Zeitung gleich. Während Hammond selbst nicht die gleichen Rechte für Afroamerikaner forderte, unterstützte er die Idee einer Presse- und Meinungsfreiheit. Er nahm es dem Süden stark übel, dass es Bestrebungen unternahm die Sklavenhaltung im Norden zu legalisieren.
Im Oktober 1835 zogen Birney und seine Familie nach Cincinnati, wo er die Veröffentlichung seiner abolitionistischen Zeitung, The Philanthropist, vorbereitete, die wöchentlich herausgegeben werden sollte. Von seiner Ankunft an waren er und die Zeitung ein Streitobjekt; die Mehrheit der lokalen Zeitungen und andere machten alles, damit er sich da unerwünscht fühlte. Das Louisville Journal schrieb einen verletzenden Leitartikel, der beinahe direkt seine Zeitung bedrohte. Allerdings half ihm das Schreiben für die Zeitung Ideen zu entwickeln für die Bekämpfung der Sklaverei vor der Legislative. Er verwendete diese, als er mit Salmon P. Chase daran arbeitete Sklaven zu beschützen, die nach Ohio entkamen. 1837 warb ihn die American Anti-Slavery Society als Beamten mit entsprechendem Sekretär an, so dass er mit seiner Familie nach New York umzog.

### Liberty Party
Mit der Spaltung der American Anti-Slavery Society in den 1840er Jahren trat er von seiner Posten zurück, da er gleiche Rechte für Frauen ablehnte. Im gleichen Jahr nominierte die Freiheitspartei (engl. Liberty Party), eine neu gebildete politische Partei, deren einziges Ziel die Abschaffung der Sklaverei war, Birney als Präsidentschaftskandidat. Genau voraussagend, dass er nicht gewinnen würde, ging er stattdessen als ein Delegierter zur World Anti-Slavery Convention in London. Der Konvent benannte ihn zum Vizepräsidenten und verteilte seine Schreiben in ganz England. Als er in die Vereinigten Staaten zurückkam, benutzte die Liberty Party seinen juristischen Sachverstand in ihren Bestrebungen, Schwarze und flüchtige Sklaven zu verteidigen. Ferner wählte sie ihn zu ihrem Kandidaten für die Präsidentschaftswahlen von 1844.

## Michigan
1841 zog Birney mit seiner neuen Ehefrau und Familie nach Saginaw (Michigan). Dort lebte er einige Monate im Webhaus bis sein Haus in Bay City fertig war. Birney war im Grundstückserschließunggeschäft in Bay City tätig. Ferner war er ein Treuhänder der reorganisierten Saginaw Bay Company und war stark bei den Planungen von Bay City beteiligt. Der Birney Park wurde nach ihm benannt. Birney und die anderen Stadtentwickler unterstützten Kirchen in ihrer Gemeinde, indem sie Geld für den Kirchenbau auf die Seite legten. Außerdem trat er bei den Präsidentschaftswahlen von 1840 und 1844 an. Dann holte er 1845 3.023 Stimmen für den Gouverneur von Michigan. Birney blieb bis 1855 in Michigan, als ihn sein Gesundheitszustand zwang an die Ostküste zu ziehen.
Während er in Bay City lebte, führte er eine Farm, wo er sich mit landwirtschaftlichen Arbeiten beschäftigte, war als Rechtsanwalt und Grundstückserschließer tätig sowie in nationalen Anti-Sklaverei-Engagement. Er berichtete über die knappe Arbeit in der Stadt, so dass er größtenteils bei sich Zuhause war.
Sein Sohn, James Birney, kam nach Bay City, damals Lower Saginaw, um sich um die Geschäftsinteressen seines Vaters in der Stadt zu kümmern. James blieb in Bay City und setzte die Arbeit seines Vaters im Staatsdienst fort. Er wurde auf dem Pine Ridge Cemetery auf der Ostseite der Stadt beigesetzt.

## Lähmungsanfälle
Im August 1845 hatte Birney einen Reitunfall, von dem er Lähmungsanfälle zurückbehalten sollte, die in unregelmäßigen Abständen für den Rest seines Lebens wiederkehrten. Seine Sprache wurde beeinträchtigt als sich sein Zustand verschlechterte, bis er schließlich nur noch durch Gesten und Aufschreiben kommunizierten konnte, wobei das letzte sich durch heftiges Zittern schwierig erwies. Als Folge davon beendete er seine öffentliche Laufbahn und sein direktes Engagement in der abolitionistischen Bewegung, er wurde jedoch über die neuesten Entwicklungen auf dem Laufenden gehalten. Er verstarb 1857 in New Jersey in einer Gemeindesiedlung umgeben von abolitionistischen Freunden, überzeugt, dass der Krieg notwendig sein würde, um die Sklaverei zu beenden. Er wurde auf dem Williamsburg Cemetery in Groveland (New York) beigesetzt, der Heimat der Familie seiner Ehefrau. 1840 hatte er Elizabeth Potts Fitzhugh, Schwester von Henry Fitzhugh und Ann Carroll Fitzhugh, welche Ehefrau von Gerrit Smith war, geheiratet.